# 磐城守山站
磐城守山站（日语：／ Iwaki-Moriyama eki */?）是位於福島縣郡山市田村町岩作字西河原181號，東日本旅客鐵道（JR東日本）的水郡線車站。此站至水戶站之間由水戶分社管轄。

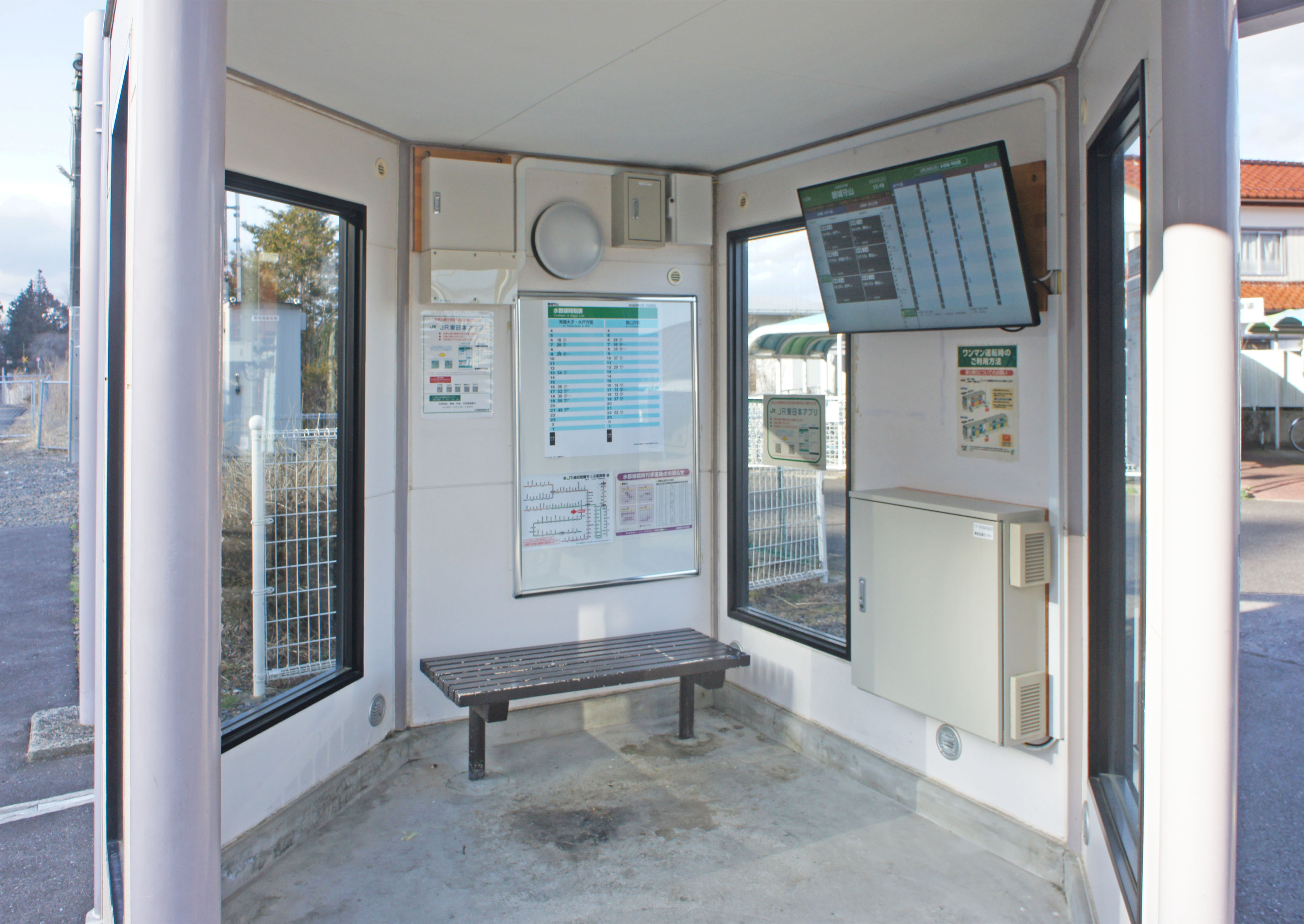
候車室内（2022年3月）

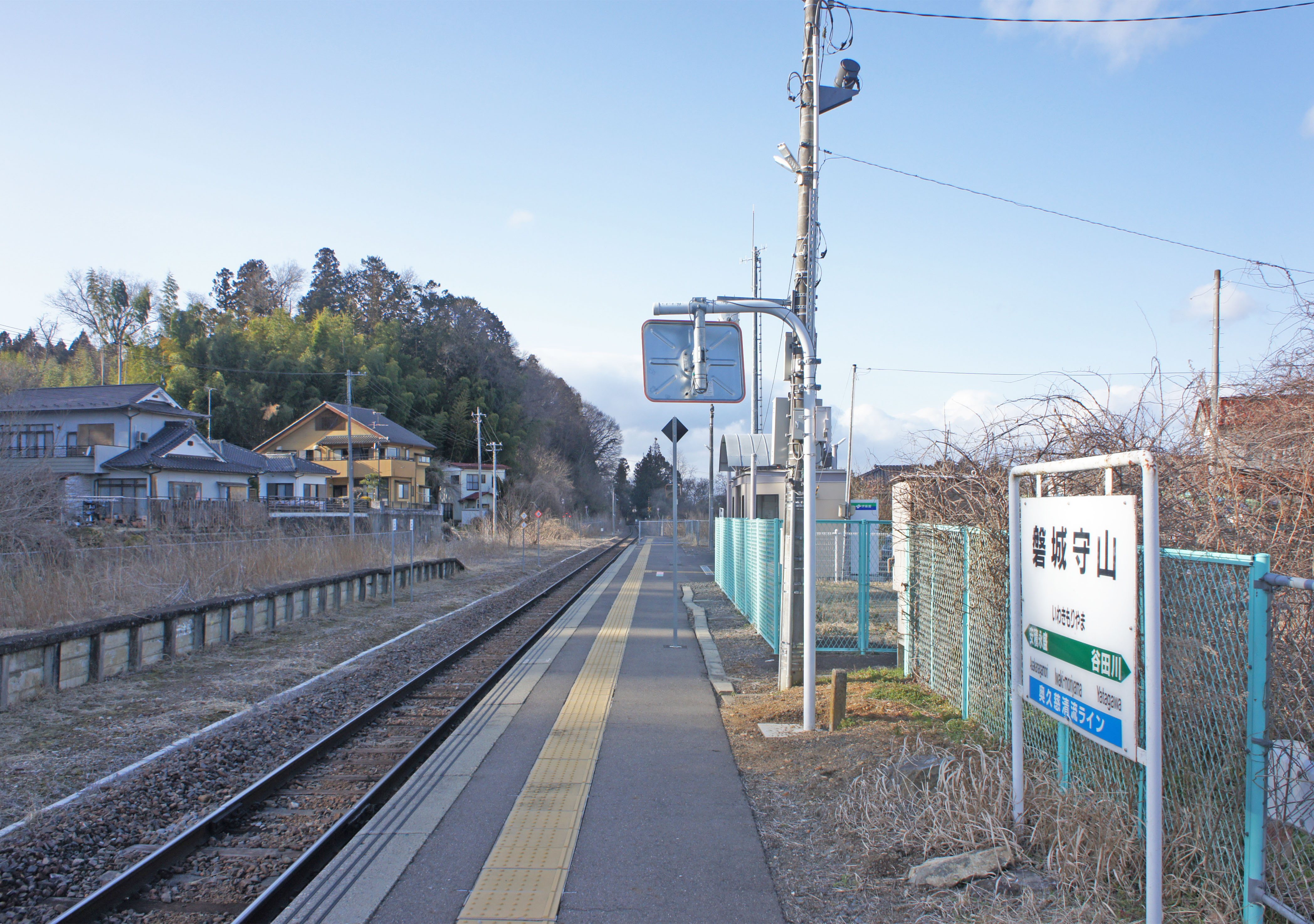
月台（2022年3月）

## 歷史
- 1929年（昭和4年）5月10日：車站啟用[1]。
- 1983年（昭和58年）6月1日：水郡線CTC化，成為無人車站。列車交會設備撒走。委托個人商店售賣車票（簡易委託）。
- 1987年（昭和62年）4月1日：伴隨國鐵分割民營化，車站由東日本旅客鐵道（JR東日本）營運[2]。

## 車站構造
此站是地面車站，設有1面1線的單式月台。曾經此站設有2面3線的混合式月台（單式月台和島式月台），現時遺留了舊月台。
此站本來是由磐城石川站管理，長久以來於站前商店發售車票，當時為簡易委託車站，直至2017年（平成29年）3月31日結束發售車票，變成無人車站。現時由常陸大子站管理。

## 使用狀況
| 乘車人次變化       | 乘車人次變化     | 乘車人次變化   |
| 年度               | 1日平均 乘車人次 | 參考資料       |
| ------------------ | ---------------- | -------------- |
| 2010年（平成22年） | 73               | [ 利用客数 1 ] |
| 2011年（平成23年） | 68               | [ 利用客数 2 ] |
| 2012年（平成24年） | 75               | [ 利用客数 3 ] |
| 2013年（平成25年） | 79               | [ 利用客数 4 ] |
| 2014年（平成26年） | 84               | [ 利用客数 5 ] |
| 2015年（平成27年） | 83               | [ 利用客数 6 ] |
| 2016年（平成28年） | 86               | [ 利用客数 7 ] |
| 2017年（平成29年） | 74               | [ 利用客数 8 ] |

## 車站周邊
- 國道49號（日语：国道49号）
- 郡山市立守山小學
- 郡山市政廳田村行政中心
- 守山郵局

## 相鄰車站
東日本旅客鐵道（JR東日本）
■水郡線
谷田川－磐城守山－安積永盛

## 注腳

### 使用狀況
1. ↑  . 東日本旅客鉄道.   [2019-03-01]. （原始内容存档于2016-03-27） （日语）.
2. ↑  . 東日本旅客鉄道.   [2019-03-01]. （原始内容存档于2019-03-26） （日语）.
3. ↑  . 東日本旅客鉄道.   [2019-03-01]. （原始内容存档于2019-04-02） （日语）.
4. ↑  . 東日本旅客鉄道.   [2019-03-01]. （原始内容存档于2016-03-04） （日语）.
5. ↑  . 東日本旅客鉄道.   [2019-03-01]. （原始内容存档于2019-03-26） （日语）.
6. ↑  . 東日本旅客鉄道.   [2019-03-01]. （原始内容存档于2017-08-12） （日语）.
7. ↑  . 東日本旅客鉄道.   [2019-03-01]. （原始内容存档于2017-10-01） （日语）.
8. ↑  . 東日本旅客鉄道.   [2019-03-01]. （原始内容存档于2019-03-25） （日语）.

## 外部連結
- 車站資訊（磐城守山）：東日本旅客鐵道（日語）